# Depressione dei Grandi Laghi
La Depressione dei Grandi Laghi (in mongolo: Их нууруудын хотгор, Ih nuuruudyn hotgor) è una vasta depressione semi-arida in Mongolia, che comprende parti delle province dell'Uvs, Hovd, Zavkhan, e Gov’-Altaj. Ha una superficie di oltre 100.000 km2 e un'altitudine che oscilla tra i 750 e i 2.000 m s.l.m. Una piccola parte settentrionale della depressione fa parte della Russia.
La depressione è così chiamata perché comprende sei grandi laghi della Mongolia: Uvs Nuur, Hjargas nuur e Dôrgôn nuur (laghi salati); Har-Us nuur, Har Nuur e Ajrag nuur (d'acqua dolce), oltre a numerosi altri piccoli laghi. È uno dei bacini d'acqua dolce più importanti della Mongolia. I maggiori fiumi sono: Hovd gol, Zavhan gol e Tės gol. È circondata dai Monti Altaj ad ovest, dagli Hangaj ad est e a nord dai monti Tannu-Ola.
Comprende aree di terreni aridi ad elevata salinità (solončak) e sabbiosi per un totale di oltre 14.000 km2. La parte nord è dominata da aride steppe, la parte meridionale è semidesertica e desertica.
La depressione comprende però anche importanti zone umide basate sul sistema interconnesso di laghi poco profondi con ampi canneti all'interno di una steppa generalmente desertica. Le zone umide sostengono un gran numero di uccelli migratori rari e in via di estinzione: spatola bianca (Platalea leucorodia), cicogna nera, falco pescatore (Pandion haliaetus), aquila di mare a coda bianca (Haliaeetus albicilla), Swan Goose (Cygnopsis cygnoides) e oca indiana (Anser indicus); rimangono inoltre nell'area solo pochi esemplari di pellicano bianco (Pelecanus onocrotalus).